# Fahle Heide, Gifhorner Heide
Die Fahle Heide, Gifhorner Heide ist ein Naturschutzgebiet in der niedersächsischen Stadt Gifhorn und der Gemeinde Leiferde im Landkreis Gifhorn.

## Allgemeines
Das Naturschutzgebiet mit dem Kennzeichen NSG BR 113 ist 352,3 Hektar groß. Es ist nahezu deckungsgleich mit dem gleichnamigen FFH-Gebiet. Im Norden grenzt es an das Naturschutzgebiet „Allertal zwischen Gifhorn (B 4) und Flettmar (Kreisgrenze)“.
Das Naturschutzgebiet ist 2014 durch Zusammenlegung der Naturschutzgebiete „Fahle Heide“ und „Gifhorner Heide“ entstanden. Dabei wurde das Kennzeichen des rund 310 Hektar großen Naturschutzgebiets „Fahle Heide“ übernommen.
Das Naturschutzgebiet „Fahle Heide“ stand seit dem 18. Januar 1994 unter Naturschutz. Es ersetzte im Geltungsbereich des Naturschutzgebietes das 1984 ausgewiesene Landschaftsschutzgebiet „Gifhorner, Winkeler und Fahle Heide und angrenzende Landschaftsteile“, welches das Naturschutzgebiet großflächig umgibt. Das 32,3 Hektar große Naturschutzgebiet „Gifhorner Heide“ mit dem Kennzeichen NSG BR 024 stand seit dem 15. März 1962 unter Naturschutz.
Zuständige untere Naturschutzbehörde ist der Landkreis Gifhorn.

## Fahle Heide

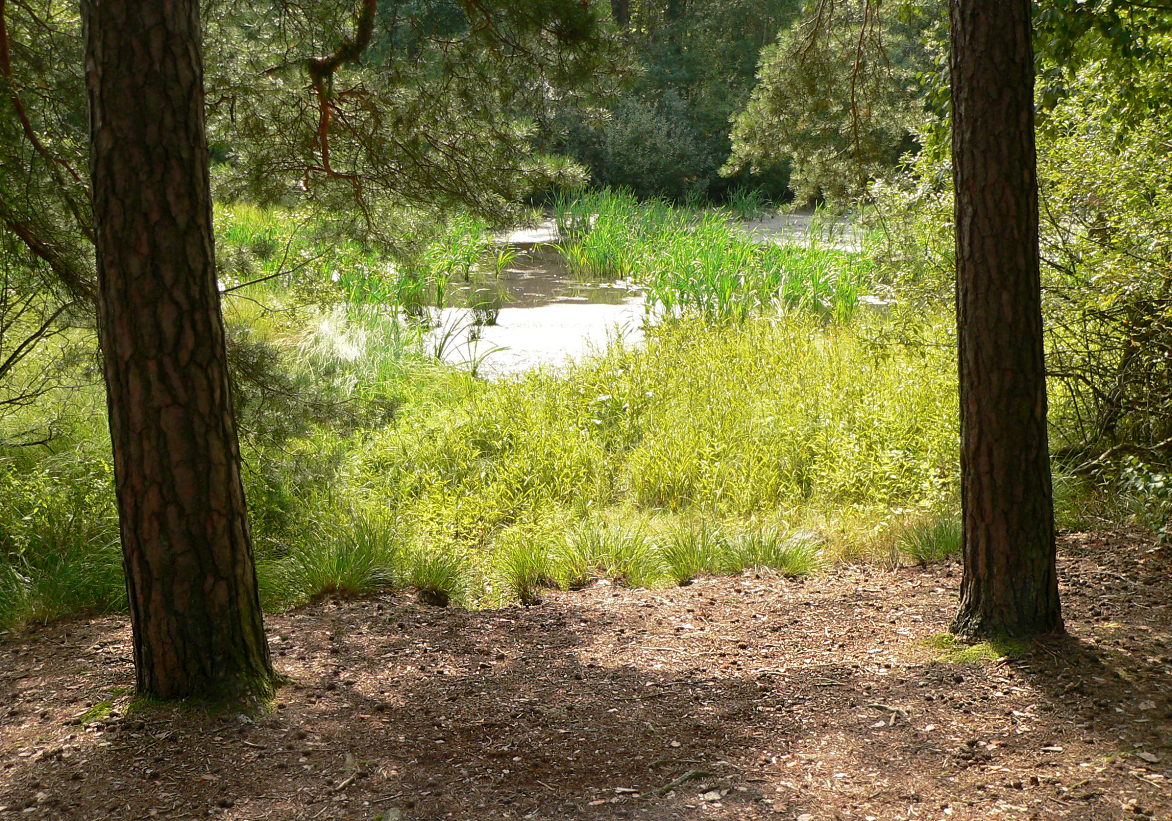
Schlatt in der Fahlen Heide

Die Fahle Heide liegt westlich von Gifhorn im Osten des gleichnamigen Waldgebietes. Sie wird auch als Gifhorner Schweiz bezeichnet. Sie besteht im Kern aus einem Dünenfeld, das durch eiszeitliche Sandaufwehungen im Urstromtal der Aller entstanden ist. In den Dünen entstanden durch Windausblasungen Mulden und Senken, in denen heute flache Moore und Schlatts zu finden sind. In den moorigen Bereichen kommen vielfach Röhrichte vor. Auf den Dünen wachsen Zwergsträucher wie Heidelbeere und Heidekräuter.
Nach Osten gehen die Dünenbereiche der Fahlen Heide direkt in die der Gifhorner Heide über. Nach Norden schließt sich die Niederung der Aller mit ihrem Überschwemmungsgebiet an das Naturschutzgebiet an. Hiervon ist ein Teil in das Naturschutzgebiet einbezogen, insbesondere die Eimerwiesen im Westen des Schutzgebietes, die von Feuchtgrünland geprägt werden. Im Niederungsbereich sind mehrere Altarme der Aller zu finden. Im Osten ist mit dem ehemaligen Hehlenteich ein weiteres Niederungsgebiet in das Schutzgebiet einbezogen, das durch Grünland, teilweise aber auch Wald auf feuchten Standorten geprägt ist. Hier finden sich auch zahlreiche Teiche und Schlatts.
Im Süden und Westen fließt der Allerkanal durch das Schutzgebiet.

## Gifhorner Heide

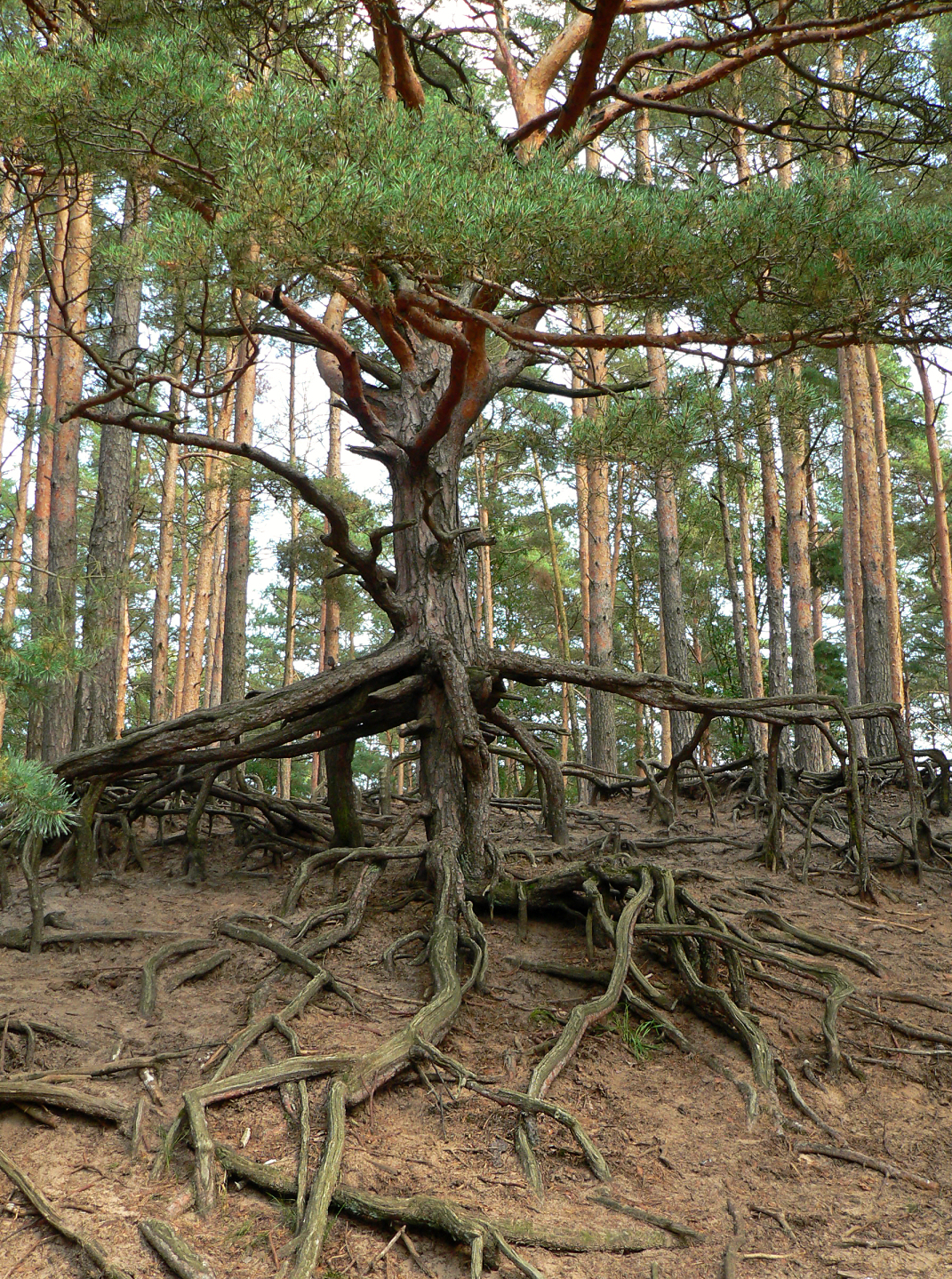
Markantes Wurzelwerk auf einer Sanddüne

Die Gifhorner Heide liegt im Westen von Gifhorn zwischen der Bundesstraße 4 und dem Gifhorner Ortsteil Winkel. Sie besteht aus einem von Dünenfeldern geprägten Abschnitt des Allerurstromtales mit einem Wechsel von trockenen Dünenkuppen und nassen, vermoorten Dünentälern. Der Bereich der Gifhorner Heide ist größtenteils von Heideflächen mit Besenheiden, degenerierten Moorflächen mit Pfeifengras und Moorheide geprägt.
Die Randbereiche des Naturschutzgebietes werden von Waldflächen, überwiegend Kiefernwald, eingenommen.